# Aspilodora geminatula
Aspilodora geminatula är en insektsart som först beskrevs av Jacobi 1905.  Aspilodora geminatula ingår i släktet Aspilodora och familjen dvärgstritar. Inga underarter finns listade i Catalogue of Life.